# Kanton Saint-Gaudens
Saint-Gaudens is een kanton van het Franse departement Haute-Garonne. Het kanton maakt deel uit van het arrondissement Saint-Gaudens.

## Gemeenten
Het kanton Saint-Gaudens omvatte tot 2014 de volgende gemeenten:
- Aspret-Sarrat
- Estancarbon
- Labarthe-Inard
- Labarthe-Rivière
- Lalouret-Laffiteau
- Landorthe
- Larcan
- Lespiteau
- Lieoux
- Lodes
- Miramont-de-Comminges
- Pointis-Inard
- Régades
- Rieucazé
- Saint-Gaudens (hoofdplaats)
- Saint-Ignan
- Saint-Marcet
- Saux-et-Pomarède
- Savarthès
- Valentine
- Villeneuve-de-Rivière

Na de herindeling van de kantons bij decreet van 13 februari 2014, met uitwerking op 22 maart 2015 omvat het kanton 62 gemeenten.
Op 1 januari 2017 werd de gemeente Lunax toegevoegd aan de gemeente Péguilhan, die daarmee het statuut van 'commune nouvelle' kreeg.
Sindsdien omvat het kanton volgende gemeenten:
- Aspret-Sarrat
- Ausson
- Balesta
- Blajan
- Bordes-de-Rivière
- Boudrac
- Boulogne-sur-Gesse
- Cardeilhac
- Castéra-Vignoles
- Cazaril-Tambourès
- Charlas
- Ciadoux
- Clarac
- Cuguron
- Le Cuing
- Escanecrabe
- Estancarbon
- Franquevielle
- Gensac-de-Boulogne
- Labarthe-Inard
- Labarthe-Rivière
- Lalouret-Laffiteau
- Landorthe
- Larcan
- Larroque
- Lécussan
- Lespiteau
- Lespugue
- Lieoux
- Lodes
- Loudet
- Miramont-de-Comminges
- Mondilhan
- Montgaillard-sur-Save
- Montmaurin
- Montréjeau
- Nénigan
- Nizan-Gesse
- Péguilhan
- Pointis-Inard
- Ponlat-Taillebourg
- Régades
- Rieucazé
- Saint-Ferréol-de-Comminges
- Saint-Gaudens
- Saint-Ignan
- Saint-Lary-Boujean
- Saint-Loup-en-Comminges
- Saint-Marcet
- Saint-Pé-Delbosc
- Saint-Plancard
- Saman
- Sarrecave
- Sarremezan
- Saux-et-Pomarède
- Savarthès
- Sédeilhac
- Les Tourreilles
- Valentine
- Villeneuve-de-Rivière
- Villeneuve-Lécussan